# バスィージ
バスィージ（ペルシア語: بسيج、直訳「動員」、ニルエ・モガーヴェマット・エ・バシジ〈ペルシア語: نیروی مقاومت بسیج、「抵抗動員部隊」〉、フルネームSâzmân-e Basij-e Mostaz'afin〈سازمنا 〉 بسیج مستضعفین、「抑圧された人々の動員のための組織」）は、イスラム革命防衛隊 (IRGC) の 5つの部隊の1つ。
個々のメンバーはペルシャ語でバシジと呼ばれている。 2019年7月現在、ゴラムレザ・ソレイマニはバスィージの司令官である。

## 解説
バスィージはイラン革命の指導者にして初代最高指導者のホメイニ師の命令により1979年にイランで設立された民兵組織のボランティア民兵組織で、この組織は元々、ホメイニ師にイランで戦うよう促された民間人ボランティアで構成されており、その多くは貧しい農村出身であった。ホメイニ師は時折バスィージを「二千万軍」と呼び、当時の人口の約75％がバスィージであると主張した。彼は、2,000万人の国民を軍隊として擁する国は無敵である、と詳しく述べた。アクバル・ハシェミ・ラフサンジャニによれば、バスィージは1981年2月17日まで独立組織であったが、その後イラン議会によって革命防衛隊の組織構造に正式に組み込まれた。これは両者間の軍部間の対立を終わらせるためである。
現在、この部隊は若いイラン人で構成されており、通常はイラン社会の伝統的に宗教的および政治的に忠誠主義的な層から選ばれており、公的な利益と引き換えにボランティアとして活動している。イランの「ほぼすべての」都市や町に支部を持ち、バスィージは社会に対する国家統制の強化に従事する補助部隊としての役割を果たし、検問所や公園で道徳警察として活動し、反体制派の弾圧を行っている。デモ集会のほか、法執行の補助者としての役割も果たし、社会サービスを提供し、公共の宗教儀式を組織した。この部隊は頻繁に活動し、2009年の広範なイラン選挙抗議活動、2017年から2018年のイラン抗議活動、2022年から2023年のマフサ・アミニ抗議活動に対応した。バスィージは革命防衛隊およびイラン最高指導者に従属しており、その命令を受けている。彼らはイスラム共和国の「強硬派」政治派と「密接に連携している」と言われている。最高指導者からは「定期的に」称賛されているが、イラン一般大衆の間では「不安と憎悪の深刻な根源」とも呼ばれている。
革命防衛隊の一部であるバスィージは、アメリカ、バーレーン、サウジアラビアの政府によってテロ組織に指定されている。

## 歴史

### イラン・イラク戦争
イランの最高指導者ルーホッラー・ホメイニーは、イラン革命中の1979年11月に青少年民兵組織の創設を呼びかけた。バシジは1980年4 月30日に設立された。18歳以上 45 歳未満が参加することが出来た。
イラン・イラク戦争中、数十万人がバスィージに志願し、その中には12歳の子供や失業中の80代の高齢者も含まれていた。これらのボランティアは、シーア派の殉教愛と戦争動員の愛国心の雰囲気に飲み込まれた。ほとんどの場合、彼らは貧しい農民の出身であった。学校訪問や集中的なメディアキャンペーンを通じて彼らは激励された。戦争中、革命防衛隊はバスィージ隊員を人材のプールとして利用した。バスィージは、地雷原を除去したり、敵の砲火を引いたりする人海攻撃を行ったことで最もよく知られているかもしれない。この戦術により数万人が殺害されたと推定されている 。
典型的な人海戦術は、バスィージ（多くの場合非常に軽武装で、大砲や空軍の支援を受けていない）が直線の列で前進することであった。死傷者は多かったが、この戦術は訓練が不十分なイラク軍の兵士に対して使用された場合に効果を発揮することが多かった。
ディリップ・ヒロによれば、1983年の春までに、バスィージは240万人のイラン人に武器の使い方を訓練し、45万人を前線に送ったという。1985年にIRNAはホジャトレスラム・ラフマニの言葉を引用して、バスィージの数を300万人と推定した。 オンライン・ニュース雑誌のテヘラン支局は、前線のバシジの数が1986年12月までに10 万人になると推定している。
ラジオ・リバティによると、イラン・イラク戦争が終わるまでに、ほとんどのバスィージたちは軍務を離れ、しばしば前線で何年も過ごした後に元の生活に復帰した。1988年までに、バスィージの検問所の数は劇的に減少したが、バスィージは依然としてヒジャブを強制し、服装規定に違反したとして女性を逮捕し、男女混合のパーティーに参加したり、無関係のメンバーと一緒に公の場にいたとして若者を逮捕したりしていた。
1988年に「西毒化」と政府に対する潜在的な学生の扇動と闘うため、大学のキャンパス内に大学バスィージ組織が設立された。

### 復活
バスィージが設立以来無傷で残っていたのか、それとも解散して復活したのかについては議論がある。ロイター通信によると、バスィージは1988年にイラン・イラク戦争が終わった後も解散せず、政権に「人的資源と親政府集会での強力な存在感」を提供するロイヤリストで宗教的な民兵組織として存続した。しかし、ニューヨーク・タイムズ紙によると、イランが1998 FIFAワールドカップの出場権を獲得した後の自然発生的な祝賀行事と1999年7月の学生抗議活動がイスラム政府に次のような感情を与えた1990年代後半にバスィージが再活性化されたという。街路の制御を失っていた。(時系列は少し異なるものの、GlobalSecurity.org は2005 年頃に復活したと報告している。) 
バスィージ復活の一環として、バスィージ開発（バシジ・エ・サザンデギ）などの概念が強調されたが、政権を不安から守ることが最優先事項であった。イラン機動隊やアンサール・エ・ヒズボラとともに、バスィージはイランの学生デモの鎮圧に積極的に取り組んできた。バシジ族は、より「規律正しく」、デモ参加者を殴らない、あるいは少なくともすぐに殴りつけないという点で、アンサール族と区別されることがある。他の情報源では、アンサール・エ・ヒズボラはバシジの一部であると記述されている。
バスィージの焦点が、イラン・イラク戦争でイランを防衛するという本来の任務から、現在の国内安全保障への懸念に変わったことで、その威信と士気の低下につながったと考える人もいる。

### シリア内戦 (2011年 - 2021年)
バスィージ部隊が関与した外国紛争の 1 つは、イランの同盟国であるシリアのバース党政権側のものであった。西側のアナリストは、2013年12月の時点で、数千人のイラン民兵組織バスィージ戦闘員がシリアに駐留していると信じている。 イランにとってのシリアの地政学的重要性と、イランの重要な同盟国の一つとしての役割により、進行中のシリア内戦へのバスィージ民兵の関与が促進された。バスィージ民兵組織はヒズボラ戦闘員と同様、シリア軍と協力して反政府勢力と戦っている。シリア紛争の現場ではイランの影響力が単なるイデオロギー的および金銭的なものを超えているため、このような関与は地域の多くの国、特にイスラエルとトルコにとって新たな外交政策の課題をもたらしている。シリア内戦へのバスィージの関与は、この地域におけるイランの優位性を主張するためのイラン外交政策の代理部隊として民兵組織が過去に利用されたことを反映しており、シリア内戦で活動が確認されている自由シリア軍のトップであるサリム・イドリスを恐怖に陥れている。

### 抗議運動
イランでは、21世紀を通じて一連の政治的・社会的・経済的抗議運動が見られ、治安部隊が鎮圧に積極的に取り組んできた。1999年7月の学生抗議活動、2009年の大統領選挙抗議活動、 2011年から2012年、2019年から2020年、2022年の抗議活動である。 2023年マフサ・アミニの抗議活動が勃発すると、バスィージはしばしば州の「鉄の拳」として行動する。

#### 2009年の選挙抗議活動
伝えられるところによると、バスィージは、選挙結果に対する抗議活動への「対応が下手」にもかかわらず、2009年のイラン選挙以来「より重要」になり、より強力になったという。2009年の野党大統領候補であるミール・フセイン・ムーサヴィは、2009 年のイラン選挙抗議活動中のバスィージによる暴力的攻撃を非難した。2009年の選挙後、バスィージのパフォーマンスが悪かったとの報告もある。これが、2009 年 10 月にホセイン・タエブ司令官の更迭と、バシジ軍の革命防衛隊地上軍への正式統合の理由であると考えられた。抗議活動を受けて、バシジ軍司令官ホジャトレスラム・ホセイン・タエブ氏は次のように述べた。この暴動により8人が死亡、300人が負傷した。
2010年、イランで研究していた匿名のノルウェー人学生が、バス乗車中に部隊に拉致された後、バスィージ収容所内で凄惨な残虐行為を目撃したと主張した。この学生がノルウェー大使館職員に与えた証言によると、彼は拘束された反体制派が「内臓をえぐられ」、焼き殺され、暴動鎮圧車で故意に押しつぶされるのを目撃したという。
抗議活動中、最高指導者アリ・ハメネイ師は自らの立場を守ることに特化した新たな民兵組織「ハイダリアン」を創設した。ハイダリアンの創設メンバーの何人かはバシジ出身であった。

#### マフサ・アミニの抗議活動
ロイター通信によると、バスィージ部隊はマフサ・アミニの死と、それに関連した政治的・社会的自由の欠如に対するイスラム共和国の抗議活動を鎮圧する取り組みの「最前線」にいたという 。タイム誌のタラ・カンガルーによれば、抗議活動中に「投獄され、負傷し、殺害された」人々のほとんどはバスィージに感謝しているという。これらの抗議活動は2022年9月に始まり、翌春には終息したが、2023年9月15日時点で68人の未成年者を含む500人以上の死者を出した。一部の初期の抗議活動とは異なり、それらは「全国規模で、社会階級、大学、街頭[および]学校に広がった」ものでした。
ジャーナリストや人権活動家らは、バシジやその他のIRI治安部隊による暴動を鎮圧するために利用された数々の重大な人権侵害を列挙した。これらには、自白の強要、関与していない家族への脅迫、電気ショック、制御された溺死、模擬処刑などの拷問が含まれます（CNNのインタビューに基づく)。性的暴力/強姦（CNNの調査で裏付けられた証言とソーシャルメディアの動画に基づく）、「ペレット、催涙ガス弾、ペイントボールの弾」などの発射物を抗議参加者の目に向けて発砲し、デモ参加者の目を盲目にしようとする「組織的」試み(活動家メディアグループイランワイヤーは、少なくとも580件の事件を記録した。)、負傷した民間人を緊急治療を受けるために急ぐという名目で、治安部隊やデモ参加者を誘拐するために救急車を使用した。
イラン国営メディアは、バスィージなどの治安部隊が「暴徒やギャング」の標的となり殺害されたと報じている。主にこの抗議活動全体を組織した特定の未知の組織のメンバーであり、秩序を回復し公共の破壊を阻止しようとする活動である。 抗議活動参加者によって財産が破壊され、2023年1月6日までに少なくとも68人の治安部隊隊員が暴動で殺害されたとされている。(ただし、BBCペルシャ放送によると、国営メディアが「暴徒」に殺害されたロイヤリストのバシジ民兵と報じられた人々の一部は、実際には治安部隊に殺害された抗議活動参加者であり、その家族は圧力を受けていたため、これらの数字は信頼できない可能性がある）治安部隊は虚偽の報告に協力し、協力しなければ殺すと脅した）。

### イスラエルによるテヘラン空爆
2025年6月23日、イスラエルがテヘランを空爆（イラン・イスラエル戦争を参照）する中で、バスィージ本部も攻撃目標の一つとなった。